# Two Cops
Two Cops (en hangul, 투깝스; romanización revisada, Tukkapseu), es una serie de televisión surcoreana de fantasía y comedia transmitida desde el 27 de noviembre de 2017 hasta el 16 de enero de 2018 por MBC. Es protagonizada por Jo Jung Suk, Lee Hye ri y Kim Seon-ho.

## Argumento
Cha Dong-tak (Jo Jong-suk), es un serio y dedicado detective de la unidad de crímenes violentos de la policía que persigue la injusticia. Su vida se desarrolla normalmente hasta que se da cuenta de que se encuentra a sí mismo cohabitando su propio cuerpo con el alma de Gong Su-chang (Kim Seon-ho), un estafador sórdido que usa técnicas astutas para engañar a las personas, por lo que deben de cooperar para resolver los casos. Si las cosas no fueran lo suficientemente complicadas, pronto Dong-tak se enamora de la novata pero determinada reportera Song Ji-an (Lee Hye-ri).

## Reparto

### Personajes principales
- Jo Jung-suk como Cha Dong-tak / Gong Su-chang.[3]
  - Son Sang-yeon como Cha Dong-tak (de joven).
- Lee Hye-ri como Song Ji-an.[4][5]
- Kim Seon-ho como Kong Soo-chang.

### Personajes secundarios
| Actor             | Personaje        | Ocupación                                    | N.º de episodios | Duración    |
| ----------------- | ---------------- | -------------------------------------------- | ---------------- | ----------- |
| Hoya (Lee Ho-won) | Dokgo Sung-hyeok | Detective de la Unidad de Crímenes Violentos | -                | 2017 - 2018 |
| Lee Dae-yeon      | Yoo Jung-man     | Líder de la Unidad de Crímenes Violentos     | -                | 2017 - 2018 |
| Kim Young-woong   | Park Dong-gi     | Detective de la Unidad de Crímenes Violentos | -                | 2017 - 2018 |
| Oh Eui-shik       | Lee Ho-tae       | Detective de la Unidad de Crímenes Violentos | -                | 2017 - 2018 |
| Lee Si-eon        | Yong-pal         | Dueño del Bar                                | -                | 2017 - 2018 |
| Kim Seo-kyung     | Nam Mi-nam       | Amigo de Song Ji-an                          | -                | 2017 - 2018 |
| Moon Ji-in        | Gil Da-jung      | -                                            | -                | 2017 - 2018 |
| Jung Hae-kyun     | Ma Jin-kook      | -                                            | -                | 2017 - 2018 |
| Choi Il-hwa       | Tak Jung-hwan    | -                                            | -                | 2017 - 2018 |
| Park Hoon         | Tak Jae-hee      | Fiscal                                       | -                | 2017 - 2018 |
| Im Se-mi          | Ko Bong-sook     | -                                            | -                | 2017 - 2018 |
| Lee Jae-won       | Lee Doo-sik      | -                                            | -                | 2017 - 2018 |
| Son Jong-bum      | So Ji-man        | -                                            | -                | 2017 - 2018 |
| Bae Min-jung      | Jung Na-mi       | -                                            | -                | 2017 - 2018 |
| Ok Ja-yeon        | Jin Soo-ah       | -                                            | -                | 2017 - 2018 |

### Otros personajes
| Actor       | Personaje   | Ocupación | N.º de episodios | Duración | Ref.   |
| ----------- | ----------- | --------- | ---------------- | -------- | ------ |
| Oh Han-kyul | Jo Joon-soo | -         | -                | 2017     |        |
| Lee Jin-hee | Woo Hye-in  |           |                  | 2017     | [ 12 ] |

### Apariciones especiales
| Actor        | Personaje  | Ocupación               | Episodios donde apareció | Duración |
| ------------ | ---------- | ----------------------- | ------------------------ | -------- |
| Ji Il-joo    | Kyung-chul | -                       | 14-16                    | 2017     |
| Jo Woo-ri    | Min-ah     | -                       | 13-16                    | 2017     |
| Jang In-sub  | Jo Min-suk | -                       | 22                       | 2017     |
| Gil Hae-yeon | -          | Directora de las Monjas | -                        | 2017     |

## Recepción

### Premios y nominaciones
| Año  | Categoría                                   | Premio              | Nominados   | Resultado |
| ---- | ------------------------------------------- | ------------------- | ----------- | --------- |
| 2018 | Mejor actor revelación                      | 6th APAN Star Award | Jo Jung-suk | Nominado  |
| 2017 | Top Excellence Actor (Monday-Tuesday Drama) | MBC Drama Award     | Jo Jung-suk | Ganó      |
| 2017 | Excellence Actor (Monday-Tuesday Drama)     | MBC Drama Award     | Kim Seon-ho | Ganó      |
| 2017 | Mejor actor revelación                      | MBC Drama Award     | Kim Seon-ho | Ganó      |

## Producción
La serie estuvo basada en un guion de Byun Sang-soon, uno de los ganadores de la competencia de guiones de dramas de televisión de KBS en 2016.[cita requerida] Por su parte, Two Cops fue dirigida por Oh Hyun-jong. La primera lectura del guion fue realizada en octubre de 2017.

## Emisión internacional
- Singapur: Oh!K (2017).
- Taiwán: LTV (2017-2018).